# Chroestia lota
Chroestia lota is een vlokreeftensoort uit de familie van de Talitridae. De wetenschappelijke naam van de soort is voor het eerst geldig gepubliceerd in 1984 door Marsden & Fenwick.